# Козловский, Николай Фёдорович
Никола́й Фёдорович Козло́вский (1921—1996) — украинский советский фотограф.

## Биография
Родился 8 мая 1921 года в Сумах (Украина).
Свой первый фотоаппарат Николай Федорович получил довольно необычным образом. В подростковом возрасте он жил в детской «коммуне Макаренко» (сбежал из дома в голодный 1932 год), где присоединился к кружку авиамоделизма и выиграл всемирный конкурс. Приз — автомобиль и фотоаппарат. Автомобиль был экспроприирован в пользу государства, а камера осталась.
Первая серьёзная работа фотографа — «киевский Нюрнберг», суд над пленными нацистами, который проходил прямо на площади Калинина в январе 1946 года.
С 1948 года — специальный фотокорреспондент журнала «Огонёк» по Украине.
В начале 1960-х Козловский совершил большое путешествие, по результатам которого вышла фотокнига «Через 15 морей и 2 океана» (1962). Козловский начал с Болгарии, проехал через Чехословакию и Францию на юг к Средиземному морю, затем в Африку, оттуда в Индию и Восточную Азию, и наконец в Японию. В Японии мэр Киото торжественно вручил Козловскому ключи от города.
Лауреат Шевченковской премии 1986 года за фотоальбом «Киев мой».
Среди его работ — фотопортреты артистов А. Бучмы, М. Крушельницкого, Н. Ужвий, Е. Пономаренко, Ю. Шумского, М. Романова, М. Литвиненко-Вольгемут, И. Паторжинского, Г. Юры, З. Гайдай, М. Гришко и многих других.
Умер 15 августа 1996 года в Киеве.

## Публикации
- Фотоальбом «Пейзажи Закарпатья» (1956);
- Фотоальбом «По Закарпатью» (1959);
- Фотоальбом «Снова цветут каштаны» Дмитрий Николаевич Бальтерманц , Николай Фёдорович Козловский, Олесь Гончар. — Державне видавництво образотворчого мистецтва и музичноï литератури УРСР, 1960.[4]
- Фотоальбом «В братской Болгарии» Николай Козловский.1961;
- Фотоальбом «В объективе Япония» Николай Козловский. 1962. Тираж 12000.
- Фотоальбом «Через 15 морей и 2 океана» Николай Козловский. «Мистецтво» 1962. Тираж 20000.
- Фотоальбом «Десна — красуня» Николай Козловский (фото),Олег Шмелев (текст) (1968)
- Фотоальбом «Там где рождается утро» Николай Козловский , Генрих Гурков. — Москва: «Правда» 1969;
- Фотоальбом «Карпаты зовут».Козловский Николай. Киев: «Мистецтво», 1967
- Фотоальбом «Киев и киевляне». Николай Козловский. — Киев: «Мистецтво», 1969;
- Фотоальбом «У нас на Камчатке» Козловский, Николай. Сов. Россия, 1969.[5]
- Фотоальбом «В объективе жизнь» Николай Козловский .Киев: «Мистецтво», 1973;
- Фотоальбом «Києве мій» Козловский Николай. Киев. «Мистецтво», 1976. Тираж 40000;
- Фотоальбом «Киев и киевляне» Козловский Николай. Киев: «Мистецтво», 1979;
- Фотоальбом «Высокие параллели» Н.Козловский, Л.Устинов, В.Чин-Мо Цая. 1981. Тираж 15000
- Фотоальбом «Балет» Николай Козловский. Киев: «Мистецтво», 1982;
- Фотоальбом «Фотографии» Козловский Николай Фёдорович. Вступ. ст. Калиничева С. — Москва : Планета, 1982. 28х26 см. — 20000 экз.[6]
- Фотоальбом «Патоновцы» Козловский Николай Фёдорович. / К 50-летию института электросварки им. Патона/ . Киев : Наук. думка, 1984. ; 30 см. — 5000 экз.[6]
- Фотоальбом «Києве мій» Козловский Николай. — Киев: «Мистецтво», 1986;
- Фотоальбом «По Днепру. От Херсона до Киева». — Киев: «Мистецтво», 1985;
- Фотоальбом «Київ» Козловский Николай. — Киев: «Мистецтво», 1987. Тираж 25000 экз. Отпечатано в Югославии, Белград;
- Патоновцы [Текст] : [Фотоальбом] / Н. Ф. Козловский ; 2-е изд., перераб. и доп. — Киев : Наук. думка, 1987. 30 см. — 6700 экз.[6]
- Фотоальбом «Киев» . 2-е изд. Киев: «Мистецтво», 1993. Отпечатано в Киеве

## Награды и премии
- заслуженный работник культуры УССР
- Государственная премия имени Т. Г. Шевченко (1986)[7] — за фотоальбом "Киев "
- орден «Знак Почёта»
- премия имени Я. А. Галана